# Claudia Franco Hijuelos
Claudia Franco Hijuelos (Ciudad de México, 1961) es una diplomática mexicana, consultora y profesora universitaria, actualmente se desempeña como Titular del Consulado General de México en Phoenix. Es Embajadora de carrera desde 2017.

## Biografía y vida académica
Claudia Franco Hijuelos estudió la licenciatura en Relaciones Internacionales en El Colegio de México, posteriormente obtuvo el grado de Maestría en Política Exterior de Estados Unidos en la Escuela de Estudios Internacionales Avanzados (SAIS) de la Universidad Johns Hopkins en Washington D. C., como becaria Fulbright y Fundación Ford.

## Carrera diplomática
En 1980 ingreso al Servicio Exterior Mexicano. Actualmente se desempeña como Titular del Consulado General de México en Phoenix. Previamente se desempeñó como Cónsul General de México en Vancouver, Columbia Británica, Canadá (2013-2016), donde contribuyó a la ampliación del Programa de Trabajadores Agrícolas Temporales México-Canadá, con respeto a las normas y derechos de los trabajadores. De 2010 a 2013, Claudia Franco fue Representante Alterna de México ante la Organización para la Cooperación y el Desarrollo Económicos en París, Francia, y fue Secretaria Técnica del Grupo Permanente de subsecretarios que preparó el examen exhaustivo de las prácticas y políticas públicas para el ingreso de México a la OCDE.
Entre 2007 y 2010, en su calidad de responsable de Asuntos Políticos de la Misión de México ante la Unión Europea en Bruselas, Bélgica, Claudia Franco participó en la negociación exitosa de la Asociación Estratégica México-Unión Europea. Su trayectoria en Cancillería incluye haber sido Directora de Asuntos Políticos para América del Norte y ha formado parte del cuerpo de asesores de varios Cancilleres.

## Otras actividades
La Embajadora Franco también se ha desempeñado en actividades en el sector académico y la iniciativa privada, ha dictado cátedra en universidades mexicanas (ITAM, UIA, UDLA) y ha publicado artículos en revistas especializadas de política exterior sobre energía, cabildeo político, sociedad civil, el Acuerdo de Cooperación Laboral del Tratado de Libre Comercio de América del Norte y la Asociación Estratégica México-Unión Europea. También fue socia-consultora de GEA, Grupo de Economistas y Asociados, de 1990 a 1992.

## Premios y reconocimientos
En 2016 recibió la condecoración por 25 años de servicio del Servicio Exterior Mexicano.

## Publicaciones
La Embajadora Franco ha publicado artículos relacionadas con la labor diplomática que ha desempeñado:
- “La Asociación Estratégica México-Unión Europea: origen y perspectivas” en la Revista Mexicana de Política Exterior.
- "Normas laborales en el comercio internacional: el ACLAN" en Foro Internacional.
- “Las ventas de crudo mexicano para la reserva estratégica petrolera de EUA” en Foro Internacional.
- "El cabildeo en Washington" en Foro Internacional.
- “Cabildeo y política exterior: el caso TLC” en la Revista Mexicana de Política Exterior.